# 蟠祥路站
蟠祥路站位于中华人民共和国上海市青浦区徐泾镇蟠龙路与徐民路交叉口，是上海地铁2号线西延段建设中的地铁车站。车站长约598米，横跨蟠龙路，为地下二层站，预计2025年10月投入运营。

## 車站结構

### 车站楼层
| 地面层   | 出入口             | 出入口                                     |  |  |
| 地下一层 | 站厅               | 票务服务、自动售票机、人工服务台           |  |  |
| 地下二层 |                    | █ 2号线 终点站 落客站台                    |  |  |
|          | 岛式站台，左侧开门 |                                            |  |  |
|          |                    | █ 2号线 往浦东1号2号航站楼（国家会展中心） |  |  |

## 历史
- 2021年6月28日，本站开工建设。
- 2022年11月13日，本站开始基坑开挖工作。[4]
- 2022年12月10日，本站完成端头井垫层浇筑。[4]
- 2023年1月5日，本站D区基坑8块底板全部浇筑完成。[4]
- 2024年10月29日，本站热滑试验成功。[5]